# 宜春专区
宜春专区（宜春专署），中华人民共和国江西省已撤销的专区，在今江西省西北部。1949年置，专署驻南昌市。辖南昌、新建、进贤、丰城、新淦、清江、高安、奉新、靖安、安义10县。

## 历史
1958年12月8日报告南昌专署改名为宜春专署，专署由南昌市迁至宜春县。
1960年，撤销新余县，改设新余市，由省直辖；撤销萍乡县，改设萍乡市，属宜春专区；原属抚州专区的进贤县划入宜春专区。辖1市、13县。
1961年，原属南昌市的南昌、新建2县划入宜春专区。1963年，撤销新余市，恢复新余县。1968年，将进贤县划归抚州专区。宜春专区辖1市、15县。
1963年4月宜春县的宜春镇改由宜春专区直辖
1967年1月宜春专区直辖的宜春镇改由宜春专区宜春县管辖
1970年，萍乡市升地级市。同年专区更名为地区，专员公署更名为行政公署。

## 行政区划
1970年撤销时辖15县。
- 安义县（龙津镇）、丰城县（城关镇）、靖安县（双溪镇）、清江县（樟树镇）、奉新县（冯川镇）、高安县（筠阳镇）
- 宜春县（宜春镇）、宜丰县（新昌镇）、铜鼓县（永宁镇）、上高县（敖阳镇）、万载县（康乐镇）、分宜县（分宜镇）
- 南昌县（莲塘镇）、新建县（长堎镇）、新余县（新余镇）